# Dulce (rivier)

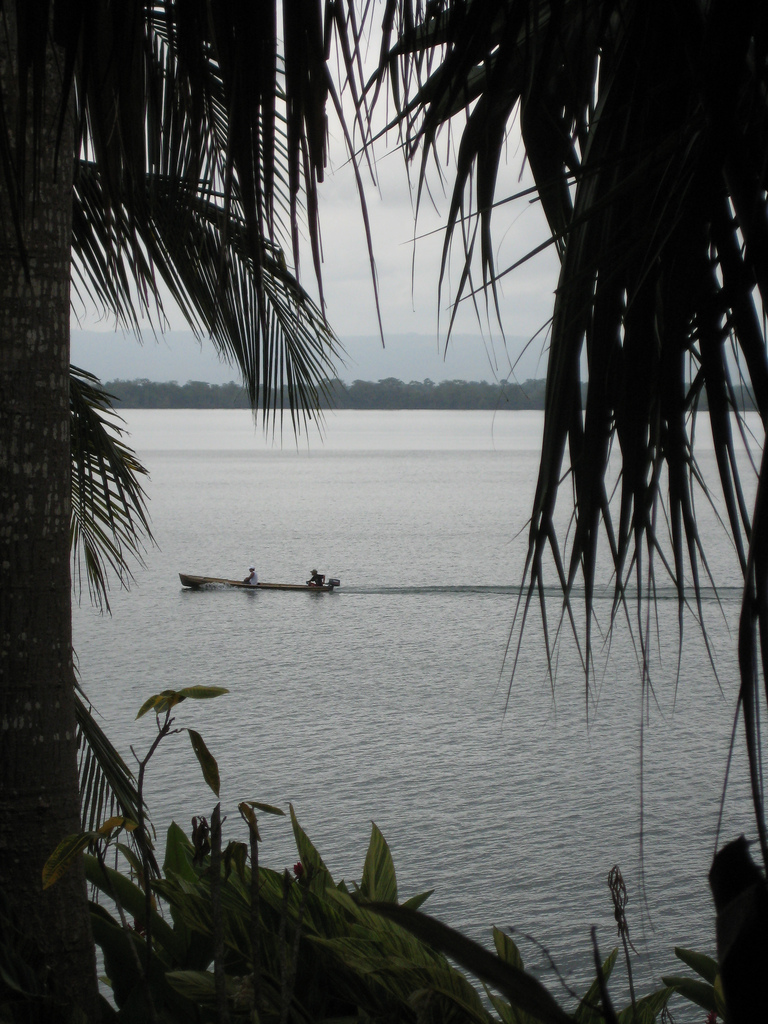
Río Dulce

De Dulce is een rivier van 43 kilometer in het departement Izabal van Guatemala. De rivier stroomt van het Izabalmeer naar de Golf van Honduras (Caribische Zee). De Dulce mondt bij het plaatsje Livingston uit in de Golf van Honduras.
Langs de oevers van de rivier en het meertje El Golfete is het beschermd natuurgebied - IUCN-categorie IV, Biotoop - Río Dulce gevestigd. Dit natuurgebied heeft een oppervlakte van twee km².
Tussen de luchtwortels van de mangrove die de oevers bedekt, zijn her en der hutten op palen gebouwd door de Q'eqchi'-indianen, die leven van vis- en vogeljacht.